# Eudonia fogoalis
Eudonia fogoalis là một loài bướm đêm trong họ Crambidae.